# علاء قاسم
علاء القاسم (21 أبريل 1970-)، ممثل سوري من مواليد دمشق.

## نشأته وحياته
تخرج من المعهد العالي للفنون المسرحية – قسم التمثيل. بدأ مسيرته الفنية من خلال المسرح، وكان عضواً في فرقة «فواز الساجر» المسرحية، ثم قدّم أول أدواره في التلفزيون عام 1995 من خلال مسلسل «الخطوات الصعبة»، لتتوالى أعماله بعدها والتي فاقت الـ 70 عملاً.
قام بعدة أدوار في مسلسلات عدة وأحسن ما قام به في مسلسل بيت جدي بدور راشد وكذلك مسلسل رصيف الذاكرة بدور سامر إذ جسّد شخصيته الحقيقية جعلت جميع الجمهور يعجبون به أما دوره في باب الحارة الضابط فادي لم تكن حماسية كما في أدواره السابقة وقال بعض الجمهور أنه شبيه الفنان سامر المصري.
مثّل كذلك في مسلسل تحت المداس في دور عبد الحميد زعيم عصابة إرهابية كانت تخطط لهجمات في مدينة دمشق.

## أعماله
- بروكار
- سنعود بعد قليل
- سايكو
- قمر شام
- الانفجار
- تعب المشوار
- الدبور الجزء الثاني
- كشف الأقنعة
- الزعيم
- رجال العز
- بيت جدي الجزء الاول
- بيت جدي2 (شام العدية)
- طالع الفضة
- معاوية والحسن والحسين
- القعقاع بن عمرو التميمي
- أهل الراية
- باب الحارة الجزء الخامس
- رايات الحق
- رجال الحسم
- تحت المداس
- الأمانة
- موسم عائلي
- قمر بني هاشم
- رصيف الذاكرة
- رجل الانقلابات
- كثير من الحب كثير من العنف
- الاجتياح
- الوزير وسعادة حرمه
- موكب الإباء
- طيور الشوك
- فارس بني مروان
- صلاح الدين الأيوبي
- الخطوات السبعة
- عطر الشام
- حكم الهوى

## حياته الخاصة
في الشهر الأخير من عام 2019، رُزق علاء قاسم بإبنه الثاني «شمس»، بعد إبنه الأول «بحر». ويأتي قدوم المولود الجديد، بالتزامن مع عيد ميلاد والدته نسرين وهي من خارج الوسط الفني، التي تزوجها علاء قاسم في عام 2009.
تزوّج من الممثلة شكران مرتجى لمدة 11 عاماً، قبل أن ينفصلا خلال عام 2019، وبقي زواجهما سرياً حتى عام 2012. حصلت شكران على الجنسية السورية من زوجها، خصوصاً أنها فلسطينية الأصل من أب فلسطيني وأم سورية، لكنها لم تكن تحمل الجنسية السورية قبل هذا التاريخ، علماً أنهما لم ينجبا أطفالاً.